# Kronprins Gustaf Adolf (1782)
El Kronprins Gustaf Adolf era un navío de línea de la marina sueca. Fue el primero de diez navíos similares de la clase del Kronprins Gustaf Adolf, entre los que se encontraban Fäderneslandet, Ömheten, Rättvisan, Dygden, Äran, Försiktigheten, Dristigheten Manligheten y Tapperheten . El navío constaba de 60 cañones de diferentes calibres distribuidos sobre dos cubiertas artilladas. El Kronprins Gustaf Adolf fue construido en el astillero naval de Karlskrona según los diseños de Fredrik Henrik af Chapman y fue botado en 1782. El barco participó en la Guerra ruso-sueca (1788-1790) patrullando el Golfo de Finlandia . El 6 de agosto de 1788, el Kronprins Gustaf Adolf fue capturado en las afueras de Helsinki por las fuerzas navales rusas después de encallar. Luego, los rusos quemaron el barco. El barco recibió su nombre del entonces príncipe heredero de Suecia, Gustav Adolf, el futuro Gustav IV Adolf .

## Naufragio
En la mañana del 6 de agosto de 1788, las fuerzas rusas tomaron el barco mientras que otros barcos suecos logran escapar. El Kronprins Gustaf Adolf, sin embargo, no pudo levar el ancla tan rápido como otros barcos y para cuando lo lograron, se encontraron en una zona con poca profundidad. El palo mayor se perdió y el fondo del casco también resultó dañado, por lo que la reserva de pólvora se llenó de agua. Sin pólvora, el barco no podría defenderse por mucho tiempo. Después de disparar algunos tiros, se dirigieron a los rusos. La tripulación del barco fue tomada como prisioneros de guerra ; luego, los rusos incendiaron el Kronprins Gustaf Adolf, que finalmente se hundió.

## El pecio
Los restos del Kronprins Gustaf Adolf se descubieron en 1995 y se encuentran a unas pocas millas náuticas al suroeste del faro de Gråhara en las afueras de Helsinki . El casco se encuentra entre 18 y 20 metros de profundidad y los restos se distribuyen en un área de aproximadamente cien metros cuadrados. Se han encontrado un total de 71 cañones, dos de los cuales han sido recuperados y conservados. El lugar del naufragio suele estar abierto como un parque submarino para buceadores .

## Aparición en videojuegos
Este barco aparece en el videojuego de simulación naval Naval Action con el nombre de Wasa.
A diferencia del barco original, en el juego está armado con 64 cañones (74 si se cuentan las cazadoras de proa y popa), siendo la batería principal de 32 libras y no de 36.